# Bob Mothersbaugh
Robert Leroy Mothersbaugh, Jr. (nascido em 11 de agosto de 1952), ou por seu nome artístico " Bob 1", é um músico, cantor e compositor americano.
A carreira musical de Mothersbaugh se estende por mais de 40 anos. Ele ganhou destaque no final dos anos 1970 como guitarrista principal e vocalista ocasional da banda new wave Devo, que lançou um hit top 20 em 1980 com o single "Whip It". A banda manteve um culto de seguidores ao longo de sua existência. Ele é o irmão mais novo do co-fundador e vocalista Mark Mothersbaugh.

## Biografia
Robert Leroy Mothersbaugh, Jr. nasceu em 11 de agosto de 1952, em Akron, Ohio. Ele é filho de Mary Margaret ("Mig") e Robert Mothersbaugh, Sr. Ele cresceu com um irmão mais velho, Mark, e um irmão mais novo, Jim, e duas irmãs, Amy e Susan. No colégio, ele tocou na banda cover Jitters com seu irmão Jim Mothersbaugh e Greg Brosch na guitarra e Greg Kaiser no baixo. Seu pai apareceu nos primeiros filmes Devo e eventos de fãs como o personagem General Boy, e seus irmãos participaram da banda, embora o mandato de Jim tenha sido breve, aparecendo apenas em várias demos iniciais.

## Carreira

### Devo
No início de 1970, Bob Lewis e Gerald Casale tiveram a ideia da "involução" da raça humana depois que o amigo de Casale, Jeffrey Miller, foi morto por guardas nacionais de Ohio durante os Tiroteios do estado de Kent. Mothersbaugh se juntou ao Devo em 1974. Depois que a banda passou por algumas mudanças na formação, Bob Mothersbaugh se tornou parte da encarnação mais popular de quintetos, que incluía os irmãos Casale: Gerald e Bob ("Bob 2") e os irmãos Mothersbaugh: Mark e Bob ("Bob 1"), assim como o baterista Alan Myers. Em 1981, Mothersbaugh with Devo serviu como banda de apoio de Toni Basil em Word of Mouth, seu álbum de estreia, que incluía versões de três canções de Devo, gravadas com Basil como vocalista.
Após o fracasso comercial de seu sexto álbum de estúdio Shout, a Warner Bros. abandonou Devo. Pouco depois, alegando sentir-se insatisfeito criativamente, Alan Myers deixou a banda, fazendo com que os membros restantes da banda abandonassem os planos de um LP de vídeo Shout, bem como uma turnê.
Em 1987, Devo voltou com o novo baterista David Kendrick, ex-Sparks para substituir Myers. Seu primeiro projeto foi uma trilha sonora para o filme de terror flop Slaughterhouse Rock, estrelado por Toni Basil, e lançaram os álbuns Total Devo (1988) e Smooth Noodle Maps (1990), pela Enigma.
A banda parou de se apresentar novamente em 1991, mas voltou a ser um ato musical em 1995.
Em 2006, Devo trabalhou em um projeto com a Disney conhecido como Devo 2.0. Uma banda de artistas infantis foi montada e regravou as canções do Devo. Uma citação do Akron Beacon Journal afirmou: "Devo terminou recentemente um novo projeto em conluio com a Disney chamado Devo 2.0, que apresenta a banda tocando músicas antigas e duas novas com vocais fornecidos por crianças. Seu álbum de estreia, um combo de CD/DVD de dois discos intitulado DEV2.0, foi lançado em 14 de março de 2006. As letras de algumas das canções foram alteradas para uma reprodução familiar, o que a banda afirmou ser uma brincadeira com a ironia das mensagens de seus sucessos clássicos. O álbum, Something for Everybody, foi finalmente lançado em junho de 2010, precedido por um single "Fresh"/"What We Do".
Mothersbaugh e os outros membros do Devo faziam parte da Igreja do SubGenius.

### Outros trabalhos
Em 1989, Bob Mothersbaugh e outros membros do Devo se envolveram no projeto Visiting Kids, lançando um EP autointitulado pelo selo New Rose em 1990. O grupo apresentava a então esposa de Mark Mothersbaugh, Nancye Ferguson, bem como David Kendrick, Bob Mothersbaugh e a filha de Bob, Alex Mothersbaugh. Seu álbum foi produzido por Bob Casale e Mark Mothersbaugh, e Mark também co-escreveu algumas das canções. Visiting Kids apareceu na trilha sonora do filme Rockula, bem como no Late Show with David Letterman. Foi filmado um vídeo promocional para a música "Trilobites".
Após o hiato de Devo em 1991, Mothersbaugh fundou sua própria banda chamada The Bob I Band e gravou um álbum inédito com o baterista David Kendrick. As fitas master foram perdidas, embora um bootleg da banda esteja em circulação.
Mothersbaugh produz trilhas sonoras para cinema e televisão, como a série animada de televisão Rugrats como parte da produtora Mutato Muzika.
Em 2015, Mothersbaugh interpretou o tema para Harvey Beaks.

## Equipamentos

### Atuais
- Gibson Custom Michael Bloomfield 1959 Les Paul
- Guitarras Chopper "Spudocaster"
- Gibson L6-S Natural Maple
- La Baye 2x4
- Fractal Audio Axe-FX Ultra
- Ibanez TS9 Tubescreamer

### Antigos
- G&L SC2 Student Model
- Ibanez custom blue "Spud" guitar
- Ibanez Les Paul (modificada)
- Ibanez Iceman
- Line 6 POD XT and X3s

## Trilhas sonoras

### Televisão
| Anos          | Título                   | Notas |
| ------------- | ------------------------ | --- |
| 1991–2004     | Rugrats                  | com Denis M. Hannigan, Rusty Andrews e Mark Mothersbaugh                                                                 |
| 1992-1995     | Adventures in Wonderland | com Mark Mothersbaugh, Denis M. Hannigan, Rusty Andrews, Josh Mancell e Ryan Moore                                       |
| 1995          | Santo Bugito             | com Mark Mothersbaugh e Bruce Young Berman                                                                               |
| 1996–1997     | Life's Work              | com Mark Mothersbaugh |
| 1998–2004     | The Wild Thornberrys     | com Mark Mothersbaugh e Drew Neumann                                                                                     |
| 2003          | The Groovenians          | com Mark Mothersbaugh, Bob Casale, Albert Fox, Al Mothersbaugh, Josh Mancell, Andrew Todd e Pat Irwin (música adicional) |
| 2003–2008     | All Grown Up!            | com Mark Mothersbaugh |
| 2015          | Exchange Student Zero    | com Bradley Hugh Denniston e Ray Plaza                                                                                   |
| 2015–2017     | Harvey Beaks             | com Ego Plum, Steve Bartek, David J.                                                                                     |
| 2016          | Beat Bugs                | 28 episódios |
| 2018          | Motown Magic             | |
| 2021-presente | Rugrats                  | Tema de Mark Mothersbaugh                                                                                                |

### Filme
| Ano  | Título                             | Diretor(es)         | Estúdio(s)          | Notas                 |
| ---- | ---------------------------------- | ------------------- | ------------------- | --------------------- |
| 1988 | Slaughterhouse Rock                | Dimitri Logothetis  | Arista Films        |                       |
| 1999 | 200 Cigarettes                     | Risa Bramon Garcia  | Paramount Pictures  | com Mark Mothersbaugh |
| 2002 | Hansel and Gretel                  | Gary J. Tunnicliffe | Tag Entertainment   | com Rusty Andrews     |
| 2004 | The Life Aquatic with Steve Zissou | Wes Anderson        | Touchstone Pictures |                       |
| 2006 | How to Eat Fried Worms             | Bob Dolman          | New Line Cinema     | com Mark Mothersbaugh |